# Stanislas Sumera
Stanislas Sumera, né le 29 mars 1918 à Dąbrowa (en Pologne), est un footballeur français d'origine polonaise. Il évoluait au poste de milieu de terrain.

## Biographie
Émigré en France avec sa famille, Sumera commence le football à 13 ans au CS Avion. En 1939 il est remarqué par le RC Lens où il devient footballeur professionnel et est naturalisé français (en juillet), puis rejoint trois ans plus tard le RC Roubaix. 
Il assiste à la fusion du RCR en 1945 au sein de l'ambitieux CO Roubaix-Tourcoing, avec lequel il remporte le titre de champion de France en 1947 (il dispute 25 matchs dans la saison) et dont il porte le maillot pendant cinq saisons.
En 1951 il retourne dans son club formateur, dont il devient l'entraîneur de 1951 à 1957, en DH Nord.

## Carrière de joueur
- 1939-1942 :  RC Lens
- 1942-1945 :  RC Roubaix
- 1945-1950 :  CO Roubaix-Tourcoing

## Palmarès
- Champion de France de Division 1 en 1947 avec le CO Roubaix-Tourcoing
- 3e du Championnat de France de Division 1 en 1946 avec le CO Roubaix-Tourcoing